# En gris behöver ingen klocka
En gris behöver ingen klocka är en svensk kortfilm från 2000 i regi och med manus av Marianne Strand.
Filmen utspelar sig i ett litet svenskt villasamhälle. Där bor de två sjuåriga flickorna Sara och Leni, som är vänner trots att de är mycket olika. Leni är den som bestämmer och Sara är den som fogar sig och så har det alltid varit. När Sara för första gången säger ifrån får det oanade följder.
En gris behöver ingen klocka producerades av Strand och fotades av Peter Palm. Musiken komponerades av Kristoffer Wallman och filmen klipptes av Jorge Argento och Eva Hillström. Den premiärvisades 28 januari 2000 på Göteborgs filmfestival. Den nominerades till en Guldbagge 2001 i kategorin Bästa kortfilm.